# Sarasota Clay Court Classic 2002
Il Sarasota Clay Court Classic 2002 è stato un torneo di tennis giocato sulla terra verde. È stata la 1ª edizione del Sarasota Clay Court Classic, che fa parte della categoria Tier IV nell'ambito del WTA Tour 2002. Si è giocato a Sarasota negli USA, dal 1° al 7 aprile 2002.

## Campionesse

### Singolare
Jelena Dokić ha battuto in finale  Tat'jana Panova con il punteggio di 6–2, 6–2

### Doppio
Jelena Dokić /  Elena Lichovceva hanno battuto in finale  Els Callens /  Conchita Martínez con il punteggio di 6(5)–7, 6–3, 6–3